# Montello (Nevada)
Montello es un lugar designado por el censo en el condado de Elko en el estado estadounidense de Nevada.

## Geografía
Montello se encuentra ubicado en las coordenadas 41°15′41″N 114°11′39″O / 41.26139, -114.19417.